# Hệ tọa độ chân trời

Hệ tọa độ chân trời sử dụng một thiên cầu lấy tâm là người quan sát. Góc phương vị được đo từ điểm bắc (nhưng đôi khi từ điểm nam) và thuận theo hướng đông ở trên đường chân trời; góc cao là góc thẳng đứng so với đường chân trời

Hệ tọa độ chân trời là một hệ tọa độ thiên thể sử dụng mặt phẳng chân trời địa phương của người quan sát làm mặt phẳng cơ bản (mặt phẳng gốc). Nó thường được sử dụng để chỉ một vị trí trên bầu trời, được xác định bởi các góc gọi là góc cao (hoặc độ cao) và góc phương vị. Tuy nhiên, nói chung một vị trí có thể xác định theo khoảng hoặc xác định bằng một hệ tọa độ bất kỳ, chẳng hạn hệ tọa độ Descartes.

## Định nghĩa
Hệ tọa độ thiên văn này chia bầu trời thành hai bán cầu: bán cầu trên, nơi các thiên thể ở phía trên đường chân trời và có thể được nhìn thấy; và bán cầu dưới, nơi các vật thể dưới chân trời không thể được nhìn thấy, do Trái Đất che khuất chúng khỏi tầm nhìn. Đường tròn lớn phân tách giữa hai bán cầu được gọi là chân trời thiên thể, được định nghĩa là đường tròn lớn trên thiên cầu mà mặt phẳng chứa nó trực giao với vectơ trọng lực địa phương. Trên thực tế, chân trời có thể được hình dung là mặt phẳng tiếp tuyến với một bề mặt chất lỏng tĩnh, chẳng hạn như một mặt thoáng thủy ngân. Điểm cực của bán cầu trên được gọi là thiên đỉnh, còn điểm cực của bán cầu dưới được gọi là thiên để.
Một vị trí trên hệ tọa độ chân trời được xác định bởi hai tọa độ góc chân trời sau:
- Góc cao (altitude, alt), đôi khi còn được gọi là độ cao (elevation), là góc giữa thiên thể và mặt phẳng chân trời địa phương của người quan sát. Đối với các thiên thể có thể thấy được, góc cao là một góc nằm giữa 0° và 90°.
  - Đôi khi, góc thiên đỉnh có thể được sử dụng thay cho góc cao. Góc thiên đỉnh là góc phụ với góc cao, nên tổng của góc cao và góc thiên đỉnh là 90°.
- Góc phương vị (azimuth, az) là góc của thiên thể xung quanh chân trời, thường được đo từ điểm bắc thực và tăng dần theo chiều đông. Nó là góc giữa hướng bắc và hình chiếu của thiên thể lên chân trời. Tuy nhiên, có một số ngoại lệ, chẳng hạn quy ước FITS của ESO đo góc phương vị từ phía nam và tăng theo chiều tây, trong khi quy ước FITS của Sloan Digital Sky Survey đo góc từ phía nam và tăng theo chiều đông.

Hệ tọa độ chân trời đôi khi được gọi bằng những tên gọi khác, chẳng hạn như hệ az/el, hệ alt/az, từ tên của giá đỡ được sử dụng cho kính thiên văn, có hai trục chỉ theo góc cao và góc phương vị.
Một hệ tọa độ chân trời không nên bị nhầm lẫn với hệ tọa độ topocentric. Trong khi hệ tọa độ chân trời xác định hướng nhưng không xác định địa điểm của điểm gốc, hệ tọa độ topocentric xác định địa điểm của điểm gốc (trên bề mặt Trái Đất) nhưng không xác định hướng.

## Quan sát chung

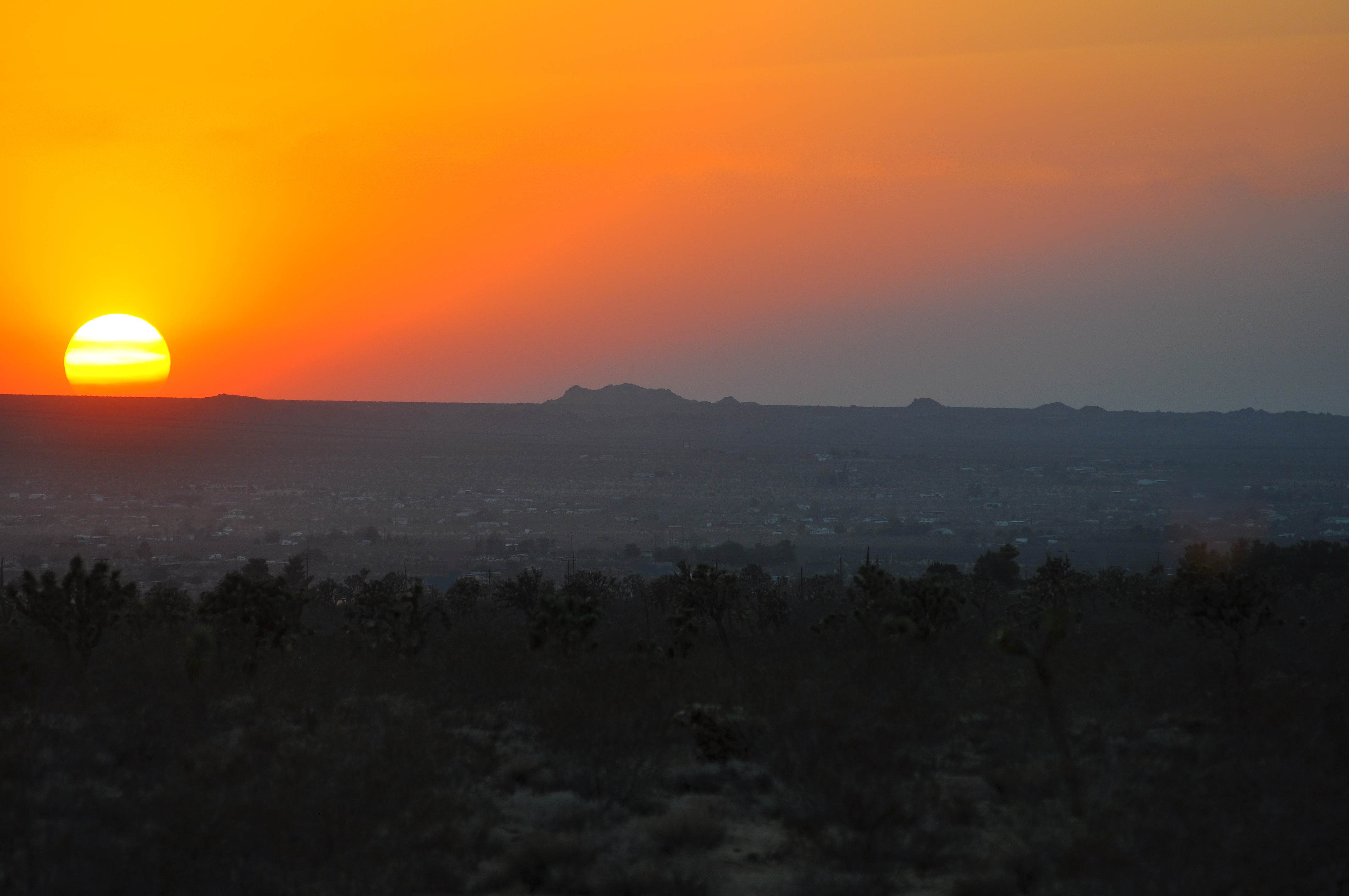
Mặt Trời lặn trên đường chân trời ở hoang mạc Mojave, California, Hoa Kỳ

Hệ tọa độ chân trời được đặt cố định ở một địa điểm trên Trái Đất, nhưng không cố định đối với các ngôi sao. Vì thế, độ cao và góc phương vị của một thiên thể trên bầu trời thay đổi theo thời gian, khi thiên thể đó được thấy di chuyển trên bầu trời do sự quay của Trái Đất. Hơn nữa, vì hệ tọa độ chân trời được xác định bởi chân trời địa phương, cùng một thiên thể đó khi được quan sát ở các vị trí khác nhau trên Trái Đất vào cùng thời điểm sẽ có những giá trị độ cao và phương vị khác nhau.
Các hướng chính trên đường chân trời có các giá trị phương vị cụ thể có ích cho việc tham chiếu.
| Hướng Chính | Góc Phương vị |
| ----------- | ------------- |
| Bắc         | 0°            |
| Đông        | 90°           |
| Nam         | 180°          |
| Tây         | 270°          |

Hệ tọa độ chân trời rất hữu dụng trong việc xác định thời gian mọc và lặn của một thiên thể trên bầu trời. Khi một thiên thể có độ cao là 0°, nó nằm trên đường chân trời. Nếu vào thời điểm đó độ cao của nó đang tăng thì thiên thể đó đang mọc, nhưng nếu độ cao đang giảm thì thiên thể đó đang lặn. Tuy nhiên, mọi thiên thể trên thiên cầu đều tham gia nhật động do sự quay của Trái Đất, vì thế luôn luôn được thấy chuyển động về phía tây.
Một người quan sát ở bán cầu bắc có thể xác định độ cao của thiên thể đang tăng hay giảm bằng cách thay vào đó xem xét phương vị của thiên thể:
- Nếu góc phương vị nằm giữa 0° và 180° (bắc–đông–nam) thì thiên thể đang mọc.
- Nếu góc phương vị nằm giữa 180° và 360° (nam–tây–bắc) thì thiên thể đang lặn.

Có hai trường hợp đặc biệt sau:
- Tất cả mọi hướng đều là hướng nam khi quan sát từ Bắc Cực, và mọi hướng đều là hướng bắc khi quan sát từ Nam Cực, vì thế góc phương vị là không xác định ở cả hai nơi này. Khi quan sát từ các địa cực, một ngôi sao (hay bất kỳ thiên thể nào với tọa độ xích đạo cố định) có độ cao không đổi và vì vậy không bao giờ mọc hay lặn. Tuy nhiên, ở địa cực, Mặt Trời, Mặt Trăng, và các hành tinh có thể mọc hoặc lặn trong khoảng thời gian một năm khi quan sát từ vùng cực bởi xích vĩ của chúng luôn thay đổi.
- Khi quan sát từ vùng Xích đạo, các thiên thể nằm tại các thiên cực sẽ ở cố định trên đường chân trời.

Lưu ý rằng các điều kiện trên chỉ thực sự đúng với chân trời hình học lý tưởng. Tức là, đường chân trời mà người quan sát thấy được ở mực nước biển, ở trên một Trái Đất tròn hoàn hảo và không có khí quyển. Trên thực tế, chân trời biểu kiến có một độ cao khá âm do độ cong của Trái Đất, giá trị này sẽ ở mức âm càng nhiều khi người quan sát lên càng cao trên mực nước biển. Hơn nữa, sự khúc xạ khí quyển khiến cho các thiên thể rất gần với chân trời dường như cao hơn khoảng nửa độ so với khi vị trí thực sự nếu không có khí quyển.